# Memorial da América Latina

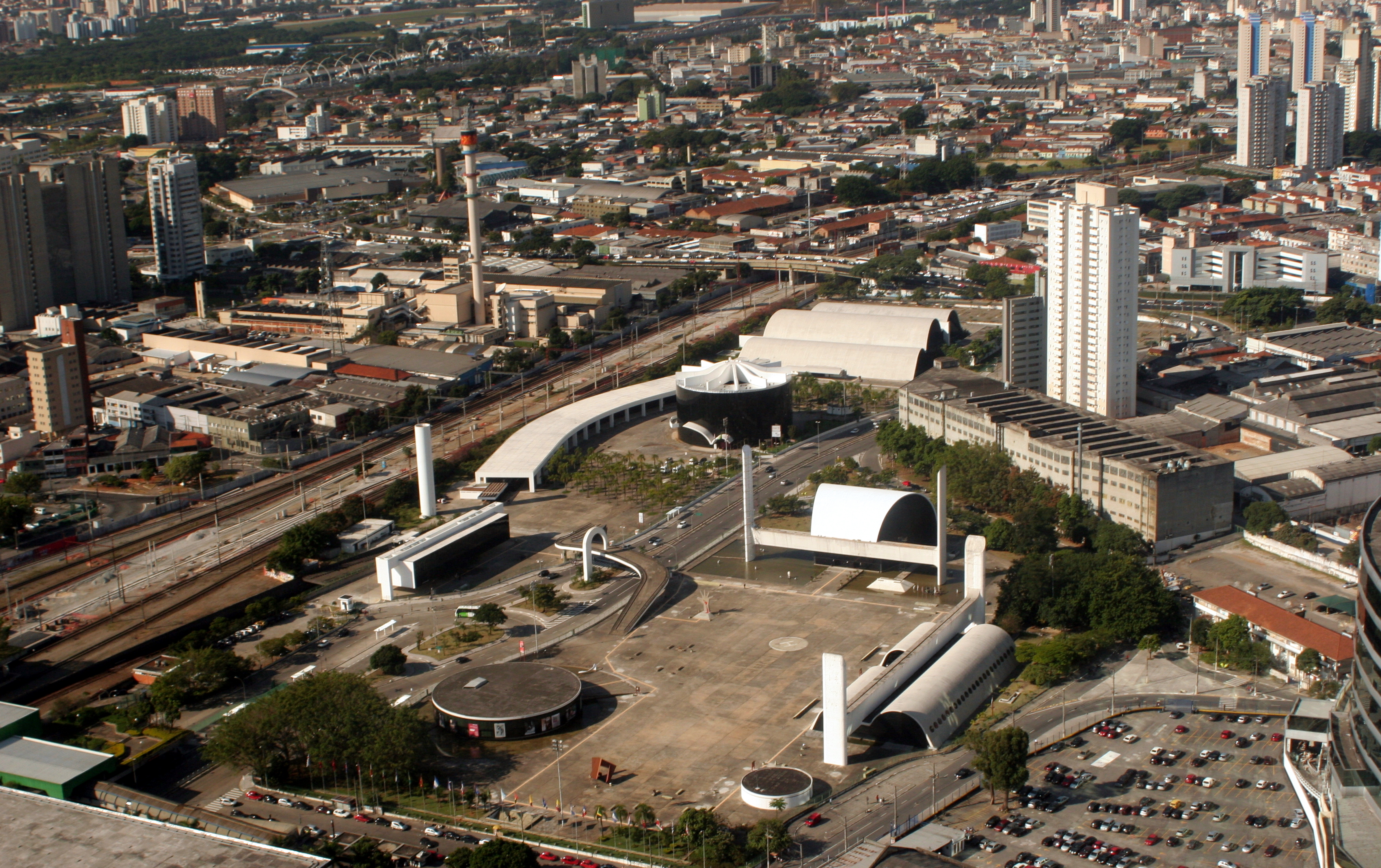
Das Memorial da América Latina von Oscar Niemeyer in São Paulo

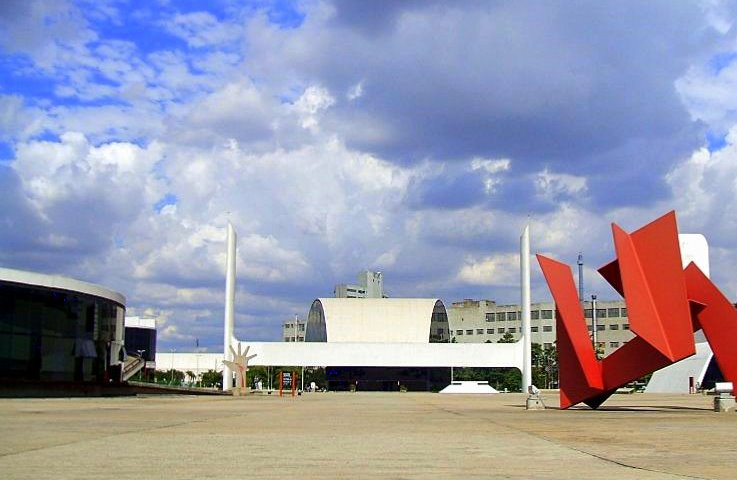
Veranstaltungshalle mit der Skulptur Grande Flor Tropical (dt.:'Große Tropische Blume'), von Franz Weissmann

Das Memorial da América Latina (dt.: Lateinamerika Memorial) ist ein Kultur-, Politik- und Freizeit-Komplex in São Paulo, Brasilien.

## Geschichte
Es wurde von Oscar Niemeyer entworfen und am 18. März 1989 vom brasilianischen Anthropologen Darcy Ribeiro eröffnet. Es dient der kulturellen, politischen, sozialen und wirtschaftlichen Integration und Emanzipation Lateinamerikas.
Das Memorial ist ein Komplex, der sich aus mehreren Gebäuden mit Skulpturen und Denkmälern zusammensetzt, der um zwei Plätze angeordnet ist und eine Gesamtfläche von 84.482 m2 umfasst. Der Kulturteil wurde von dem brasilianischen Anthropologen Darcy Ribeiro entwickelt. Das Memorial ist eine öffentliche Stiftung, die finanziell und verwaltungstechnisch unabhängig ist, jedoch von der Landesregierung unterhalten wird.

### Brand im November 2013
Am 30. November 2013 wurde das Lateinamerika-Memorial durch einen Brand stark beschädigt. Das benachbarte Auditorium Simón Bolívar wurde bei dem Brand größtenteils zerstört. Bei den drei Stunden anhaltenden Löscharbeiten wurden sieben Feuerwehrmänner mit Rauchgasvergiftungen und Verbrennungen zum Teil schwer verletzt. Ein Sprecher des Memorials gab bekannt, dass der Brand vermutlich infolge eines Kurzschlusses der Lichtanlage des Auditoriums entstanden ist.

## Die einzelnen Teile des Memorial
Um zwei große Plätze sind angeordnet:
- Tiradentes – die Veranstaltungshalle (Salão de Atos Tiradentes)
- Die Victor Civita Lateinamerika Bibliothek, Zentrum für Lateinamerikastudien.
- Die Marta Traba Galerie für Lateinamerikanische Kunst
- Der Pavillon für Kreativität (Pavilhão da Criatividade)
- Das Simón Bolívar Auditorium
- Das Lateinamerika Parlamentsgebäude
- Auf dem zentralen Bürgerplatz (Praça Cívica) steht eine große, ca. 16 Meter hohe Hand aus Beton (A Grande Mão), die ebenfalls von Oscar Niemeyer entworfen wurde. In der Handfläche ist der Umriss Lateinamerikas in rot eingelegt. Es symbolisiert Lateinamerikas Vergangenheit der Unterdrückung und die damit verbundenen Freiheitskämpfe, mit der roten Karte des Kontinents als Erinnerung an die dafür erlittenen Verluste an Menschenleben.

Das Memorial hat eine eigene Kunstsammlung, die innerhalb der Gebäude und außen an Gebäuden und auf den Plätzen zu besichtigen ist. Im Kreativitätspavillon (Pavilhão da Criatividade) wird eine umfangreiche Sammlung lateinamerikanischer Volkskunst gezeigt.
Die Bibliothek umfasst neben einer Musik- und Bild-Sammlung 30.000 Büchertitel.
Im Memorial werden Konferenzen abgehalten, Konzerte aufgeführt, Vorträge gehalten und Ausstellungen, Theater- und Tanzaufführungen gezeigt.
Es besteht außerdem eine Forschungsabteilung zu speziell lateinamerikanischen Themen und eine Edition mit regelmäßigen Veröffentlichungen. Von 1989 bis 2007 beherbergte das Memorial das Lateinamerika-Parlament.
Der Eintritt ist frei.

## Galerie

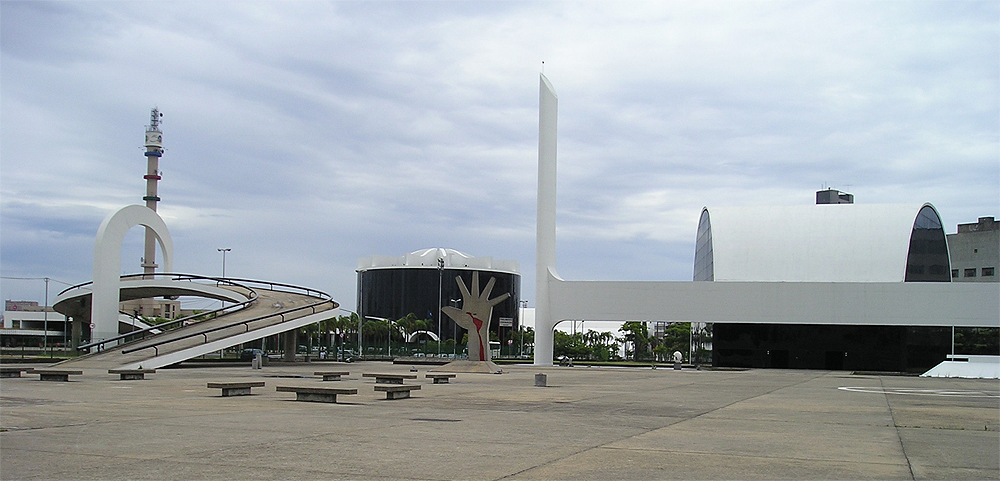
Bürgerplatz (Praça Civica) mit Lateinamerika-Parlament, davor die Hand, rechts die Tiradentes Veranstaltungshalle
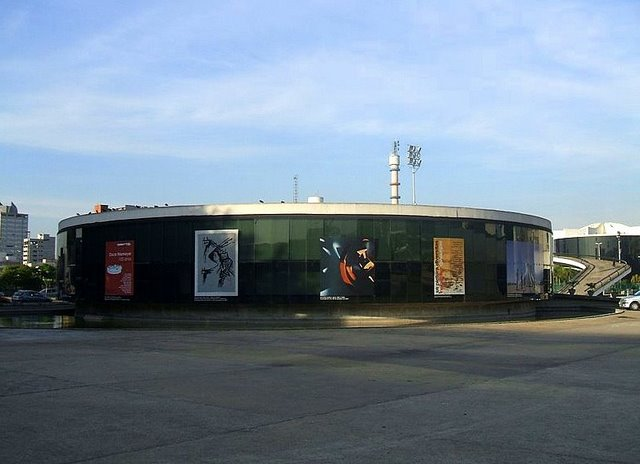
Die Marta Traba Galerie
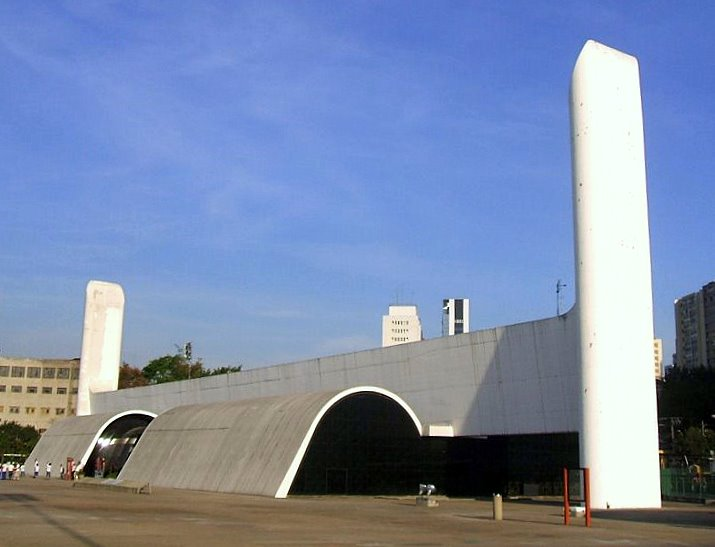
Die Victor-Civita-Lateinamerikabibliothek
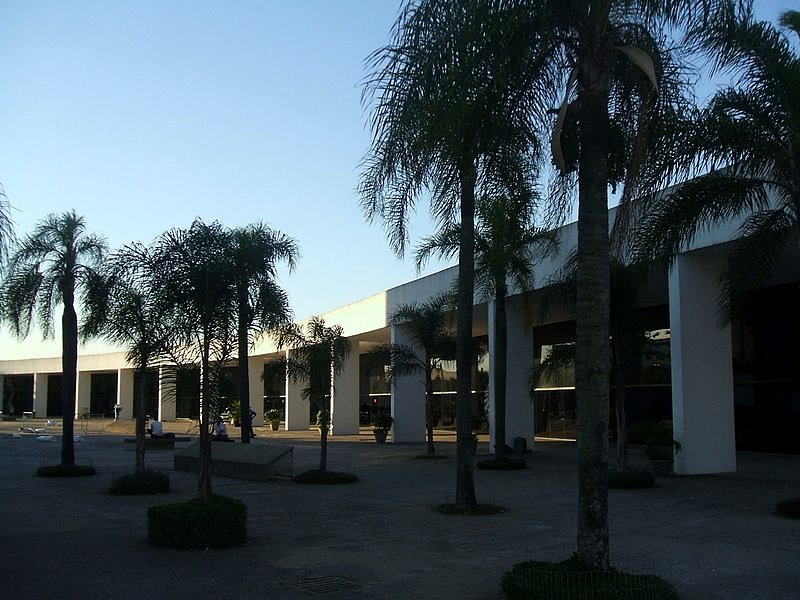
Der Kreativitäts-Pavillon (Pavilhão da Criatividade)
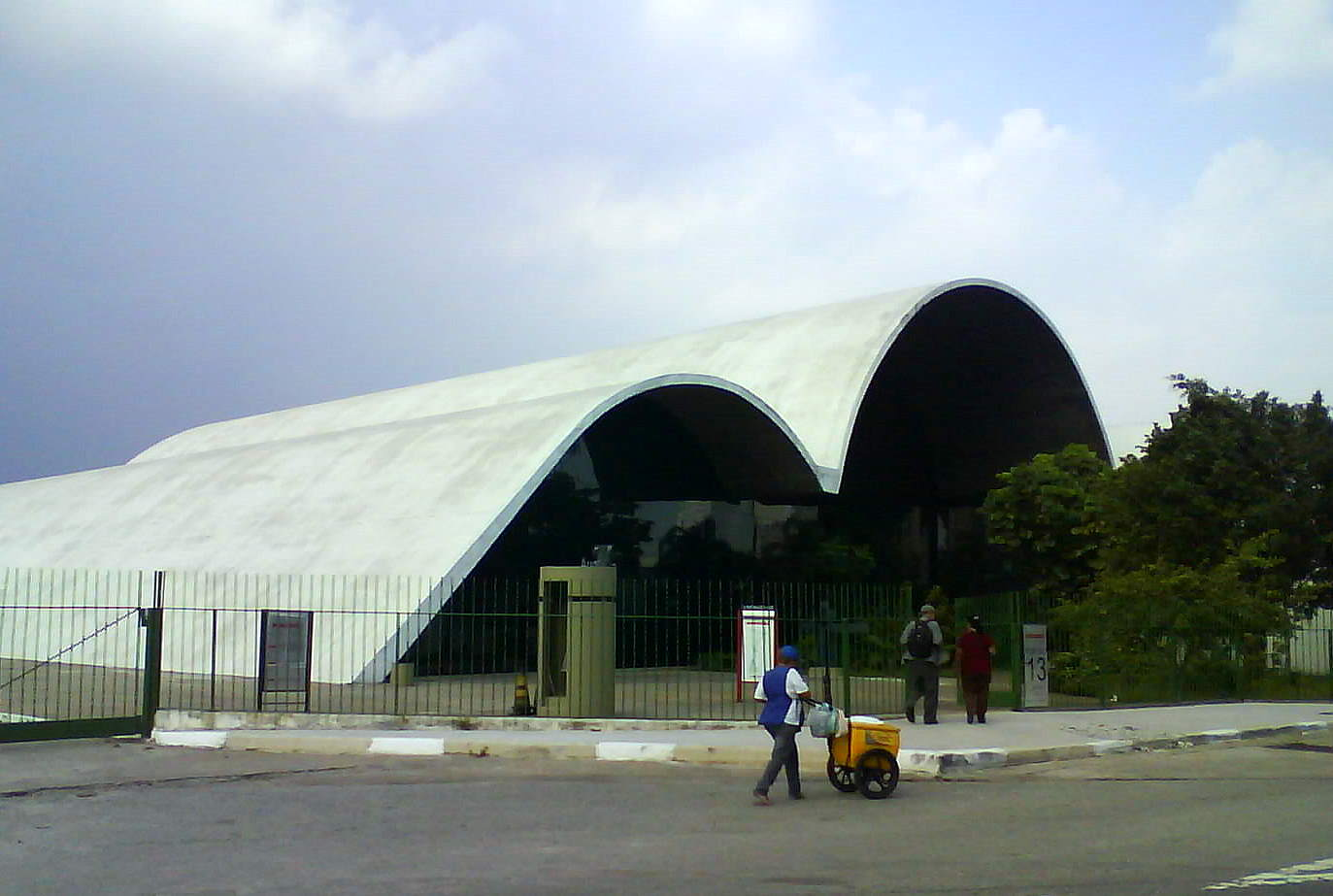
Das Simón Bolívar Auditorium
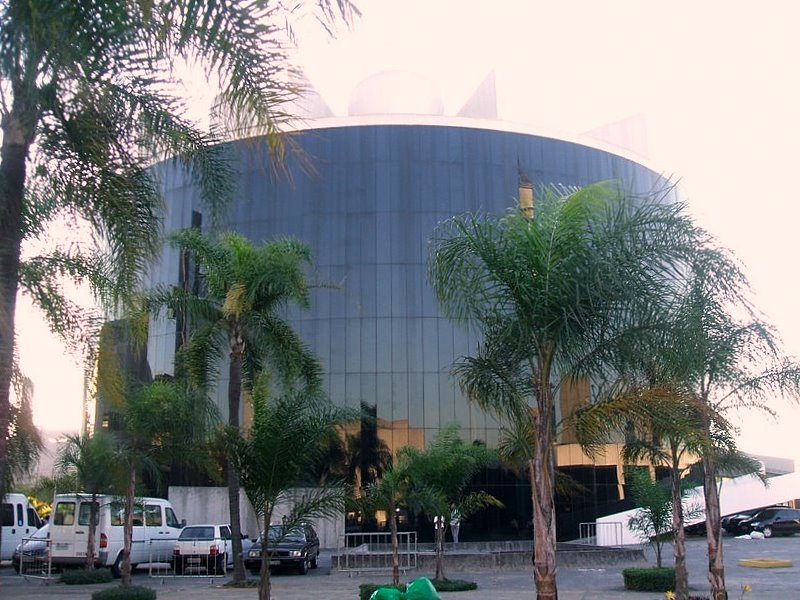
Das Lateinamerika-Parlament